# Hartenstein (gemeindefreies Gebiet)
 Hartenstein war bis zum 31. Dezember 2007 ein gemeindefreies Gebiet im mittelfränkischen Landkreis Nürnberger Land.
Der 1,96 km² große Staatsforst wurde zum 1. Januar 2008 in die Gemeinde Hartenstein eingegliedert.